# Hygrotus fontinalis
Hygrotus fontinalis är en skalbaggsart som beskrevs av John Henry Leech 1966. Hygrotus fontinalis ingår i släktet Hygrotus och familjen dykare. Inga underarter finns listade i Catalogue of Life.